# 弗里吉亚王国

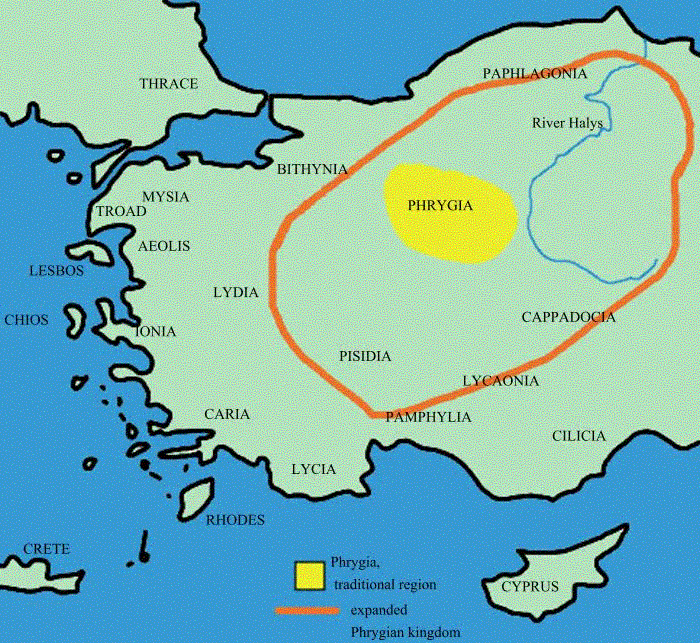
弗里吉亚的地理位置，黄色部分是传统上的弗里吉亚地区，橙色线以内是弗里吉亚王国的疆域

弗里吉亚（希腊语：Φρυγία），《圣经和合本》译为弗吕家，安纳托利亚历史上的一个地区，位于今土耳其中西部。

## 地理范围
弗里吉亚人本身是从欧洲迁入小亚细亚的民族，他们讲一种印欧语系的语言。荷马最早提到亚洲的弗里吉亚人居住在珊伽里俄斯河（今萨卡里亚河，土耳其第三长河）岸边。后来希腊人形成了弗里吉亚地区的概念，这大概是指哈吕斯河（今克泽尔河）以西和密细亚及吕底亚以东的一大片地区。

## 神话和传说中的弗里吉亚
希腊神话中提到过几个弗里吉亚国王，如戈耳狄俄斯，他是戈耳狄俄斯之结的制作者；以及弥达斯，即戈耳狄俄斯的儿子。有些神话说坦塔罗斯也是弗里吉亚的国王。
戈耳狄俄斯的神话是很有意思的。戈耳狄俄斯本来只是一个农民，有一次耕地时，一只鹰落在他的牛轭上。那时弗里吉亚人正没有国王，他们向神请示谁将成为他们的国王；神谕说，他们遇到的第一个坐牛车的人就是国王。弗里吉亚人于是出去寻找，结果发现这个人就是戈耳狄俄斯。戈耳狄俄斯成为国王後，在安纳托利亚中西部修建了一座以他的名字命名的城市（戈尔迪乌姆）作为弗里吉亚王国的首都。
关于弥达斯的神话也很著名。弥达斯是戈耳狄俄斯和弗里吉亚人的主要崇拜对象库柏勒女神的儿子。西塞罗提到，蚂蚁向婴儿时期的弥达斯嘴里搬运食物，预示他将来必然成为巨富。弥达斯曾将被绑架的西勒诺斯送回酒神戴奧尼索斯身边，戴奧尼索斯因而赐予他“点金术”作为报答。但这使得弥达斯几乎饿死，因为凡是被他碰到的食物都会变成黄金，所以他不得不请求戴奧尼索斯收回其魔力。后来弥达斯充当阿波罗和潘之间的音乐比赛的裁判，因判潘得胜而得罪了阿波罗，后者为报复使他长出了一对驴耳朵。弥达斯只好终日戴着弗里吉亚帽把耳朵遮住。他的理发师不敢说出这个秘密，但又十分心痒，于是冲着一个洞穴喊道：“国王长着驴耳朵！”孰料这洞上长出一丛芦苇，风一吹就发出“国王长着驴耳朵”的声音，终于使得弥达斯的秘密尽人皆知。
荷马在《伊利亚特》中提到，特洛伊国王普里阿摩斯在年轻时曾帮助弗里吉亚人抵御亚马逊人的攻击。普里阿摩斯的妻子赫卡柏是弗里吉亚国王底马斯的女儿。在特洛伊战争时，弗里吉亚人站在特洛伊人一方，并派遣了战士参战；一些材料提到弗里吉亚军的领袖是阿斯卡尼俄斯和福耳库斯。另一个主要的弗里吉亚英雄是阿西俄斯，他是赫卡柏的兄弟。
据希罗多德记载，埃及法老普萨美提克二世曾试图知道世界上最古老的语言是什么语言。普萨美提克将两个婴儿隔离起来抚养，不让他们与他人接触；结果婴儿发出的第一个声音正好是弗里吉亚语中的“面包”一词。法老于是以为弗里吉亚人是世界上最古老的民族。

## 历史
在赫梯帝国于公元前12世纪崩溃后，安纳托利亚地区出现了政治真空。于是许多讲印欧语的民族，以及“海上民族”纷纷迁入这一地区，形成了一波移民浪潮。弗里吉亚人也在这批移民之内，他们于前9世纪至前8世纪时建立了以戈尔迪乌姆为都城的王国。尚不清楚弗里吉亚人在导致赫梯帝国覆亡的外族入侵中扮演了什么样的角色，或许他们只是在赫梯灭亡之后迁入这一地区而已。考古学家已在西安纳托利亚发现了这一时期的手工制品。

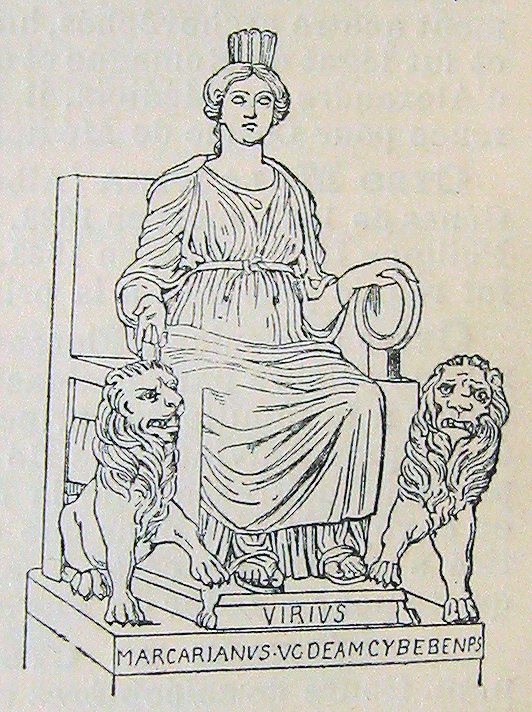
库柏勒女神

公元前8世纪的亚述文献提到了一个穆什基人的国王米塔，这可能就是希腊神话中弗里吉亚国王弥达斯的历史根源。一种铭文材料指出米塔是亚述国王萨尔贡二世的盟友。大概在这一时期，弗里吉亚人已形成了一个强大的王国，这个王国与美索不达米亚和希腊都有贸易往来。考古学家已发现了前8世纪弗里吉亚地区的陶器。
前7世纪初叶来自北方的游牧民族辛梅里安人大举入侵安纳托利亚，摧毁了当地的许多国家。弗里吉亚王国也受到了严重的打击。希罗多德报道说，弗里吉亚的都城戈尔迪乌姆在前696年被辛梅里安人攻陷并焚毁。近现代的考古发掘证实了希罗多德的说法，遗迹表明戈尔迪乌姆城约在前675年遭到严重毁坏。戈尔迪乌姆遗址最重要的发现是一座陪葬品丰富的陵墓，即所谓“弥达斯王陵墓”。
在统一的弗里吉亚王国于辛梅里安人的打击下崩溃后，一些小的弗里吉亚人国家取代了它的地位。弗里吉亚的文化和艺术在王国灭亡后继续发展。至于辛梅里安人，他们留在安纳托利亚，但却并未组成自己的国家。吕底亚人在前620年左右迅速崛起，赶走了辛梅里安人，成为安纳托利亚的统治力量；弗里吉亚被并入了这个短命的吕底亚帝国。前585年，原弗里吉亚王国的东半部成为向西扩张的米底王国的一部分。
前546年居鲁士大帝征服了吕底亚王国，弗里吉亚遂转入波斯帝国之手。在前521年大流士一世平定群雄成为波斯帝国的统治者后，他恢复了弗里吉亚地区的古老商道，并将弗里吉亚升格为帝国的一个省。波斯统治时期弗里吉亚的首府是达斯基利翁。弗里吉亚人的文化在波斯统治下出现了停滞。
公元前4世纪初，新兴的马其顿强国改变了欧洲和亚洲的政治形势。庞大的波斯帝国在马其顿国王亚历山大大帝的打击下迅速覆灭。亚历山大于前333年经过弗里吉亚古都戈尔迪乌姆。根据古典作家们保存下来的传说，他在那里解决了著名的戈耳狄俄斯之结；据说能解开这个结的人将统治整个亚洲，而亚历山大用剑把它斩断了。
亚历山大大帝死后的时期称为希腊化时期。他的部将们为了瓜分他所征服的庞大领土展开了激烈斗争，即所谓“继业者战争”。安纳托利亚是纷争的焦点之一，先后被几个继业者（安提柯，莱西马古，塞琉古）所领有。来自欧洲的凯尔特人（希腊人称其为加拉太人，即高卢人）部落在这时大举入侵小亚细亚，使得形势更加混乱。这些蛮族蹂躏了弗里吉亚的东半部，使那里最终变成了一个凯尔特人聚居区，即加拉太。戈尔迪乌姆城在被凯尔特人毁灭之后就从历史上消失了。凯尔特人不久又遭到希腊化国家帕加马的攻击。前188年，弗里吉亚西部被帕加马吞并，成为该王国的一部分。前133年，无子嗣的帕加马国王阿塔罗斯三世去世。按照他的遗嘱，弗里吉亚与帕加马王国一起被赠给了罗马。
罗马人没有将弗里吉亚作为一个独立的政治单位进行管理，而是将其分为两部分，分别并入两个行省：东北部被并入加拉太行省，西部被并入亚细亚行省。作为政治实体的弗里吉亚从地图上消失了，但弗里吉亚作为地理名称一直到中世纪末期还有人使用。

## 文化

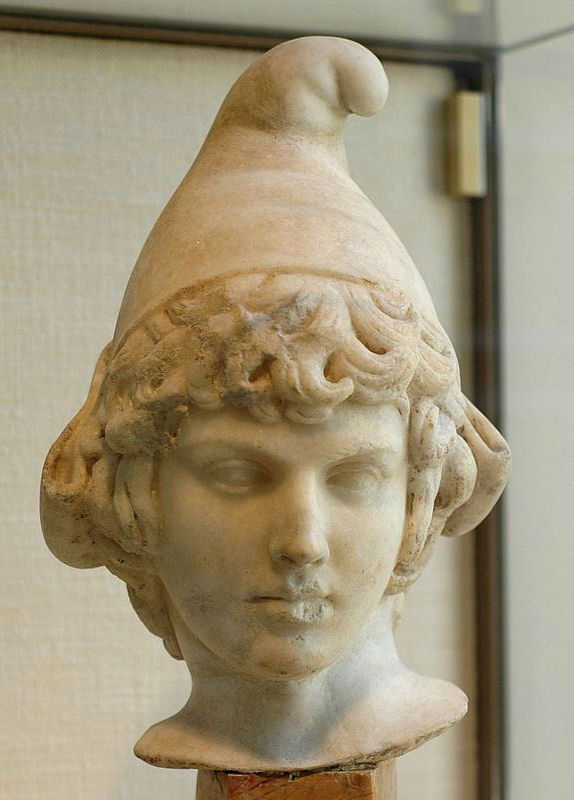
头戴弗里吉亚帽的人

弗里吉亚人是著名的大母神崇拜者。根据希腊人和罗马人的记载，弗里吉亚人崇拜的大母神是库柏勒，她是众神和一切生物的母亲。从性质上讲，库柏勒是丰产女神，与农业有密切关系；所以她在传入希腊、罗马之后就迅速与当地的土地或农业女神结合起来。库柏勒信仰盛行于弗里吉亚山区，在那里她被称为“山母”。但最早崇拜库柏勒的地区却可能是吕底亚。库柏勒的典型形象是，穿着有束带的连衣裙，頭戴稱為「波洛斯 (polos)」的圓柱狀頭巾，並用一条纱巾遮住整个身体。后来希腊大雕塑家菲狄亚斯的学生阿戈拉克瑞托斯创作了一个库柏勒女神的形象，并在爱琴海地区和后来的罗马世界被广为接受。希腊人的库柏勒更为生动和人性化：女神一手放在狮子身上，另一手持圆鼓。
弗里吉亚人崇拜的另一个重要神祇是萨巴梓俄斯。萨巴梓俄斯的名字的原意可能是“救世主”，他被描绘为骑在马上（或脚蹬绵羊）的天父。希腊人把他与宙斯或戴奧尼索斯联系起来，罗马人又把他与朱庇特结合在一起。
弗里吉亚地区的青铜文化非常发达。希腊音乐曾从弗里吉亚音乐中吸取很多养分。在希腊神话中，弗里吉亚国王弥达斯的音乐教师是俄耳甫斯本人。关于马耳叙阿斯的神话更清楚地表明希腊音乐与弗里吉亚音乐的联系。马耳叙阿斯是一个崇拜库柏勒的萨提里（或西勒诺斯），他竟敢与阿波罗比赛演奏乐器。结果阿波罗的演奏技法完全是弗里吉亚式的，他轻易地击败了马耳叙阿斯。按照比赛规定，失败者要被任意处置，于是马耳叙阿斯被活剥了皮，阿波罗并且故意把他的皮挂在库柏勒的圣树松树上。
弗里吉亚人的另一种独特文化是他们的帽子：弗里吉亚帽。古希腊人描绘特洛伊王子帕里斯的形象时，为了说明他不是希腊人，就在他的头上加一顶弗里吉亚人的帽子。弥达斯用来遮挡驴耳朵的帽子也是弗里吉亚帽。在古伊朗神祇密特拉传入希腊化各国及罗马帝国后，他的形象也变成了头戴弗里吉亚帽的男子。法国大革命时期，人们相信古罗马的获释奴隶会佩戴弗里吉亚帽，这种帽子因此成为自由的象征。这一含义一直沿用到今天，弗里吉亚帽，又被称为自由之帽，出现在许多拉美国家的国徽中。
弗里吉亚人接受了腓尼基人发明的字母表，用它来记述自己的语言。但现存的弗里吉亚铭文仍未被破译。今人關於弗里吉亚的知識，都来自于古希腊人的记载。

## 资料来源
- J. G. 麦克奎恩，《The Hittites and their contemporaries in Asia Minor》，1986
- 《世界神话辞典》，辽宁人民出版社，ISBN 7-205-00960-X